# Haiti vid världsmästerskapen i friidrott 2009
Haiti deltig i Världsmästerskapen i friidrott 2009 i Berlin med två aktiva friidrottare.

## Haitiska deltagare

### Herrar
| Gren      | Deltagare    | Resultat | Placering            |
| Tresteg   | Samyr Laine  | 16,34 m  | 16 (utslagen i kval) |
| 800 meter | Moise Joseph | 1.46,68  | Utslagen i semifinal |